# Латеритизація
Латеритизація (англ. lateritization, laterisation; нім. Lateritisation f, Lateritbildung f) — процес глибокого та тривалого вивітрювання алюмосилікатних гірських порід в умовах вологого тропічного та субтропічного клімату. В результаті латеризації виноситься понад 90 % SiO2, Na, K, Ca, Mg, а оксиди Al, Fe, Ti та частково Si залишаються на місці у вигляді латериту, який складається з новоутворених мінералів — каолініту, ґібситу, ґьотиту, гематиту, анатазу та ін.